# Perizoma schistacea
Perizoma schistacea là một loài bướm đêm trong họ Geometridae.